# Exorista puella
Exorista puella là một loài ruồi trong họ Tachinidae.